# 迪蒂貝格山
47°11′47″N 7°34′47″E / 47.19638°N 7.57977°E

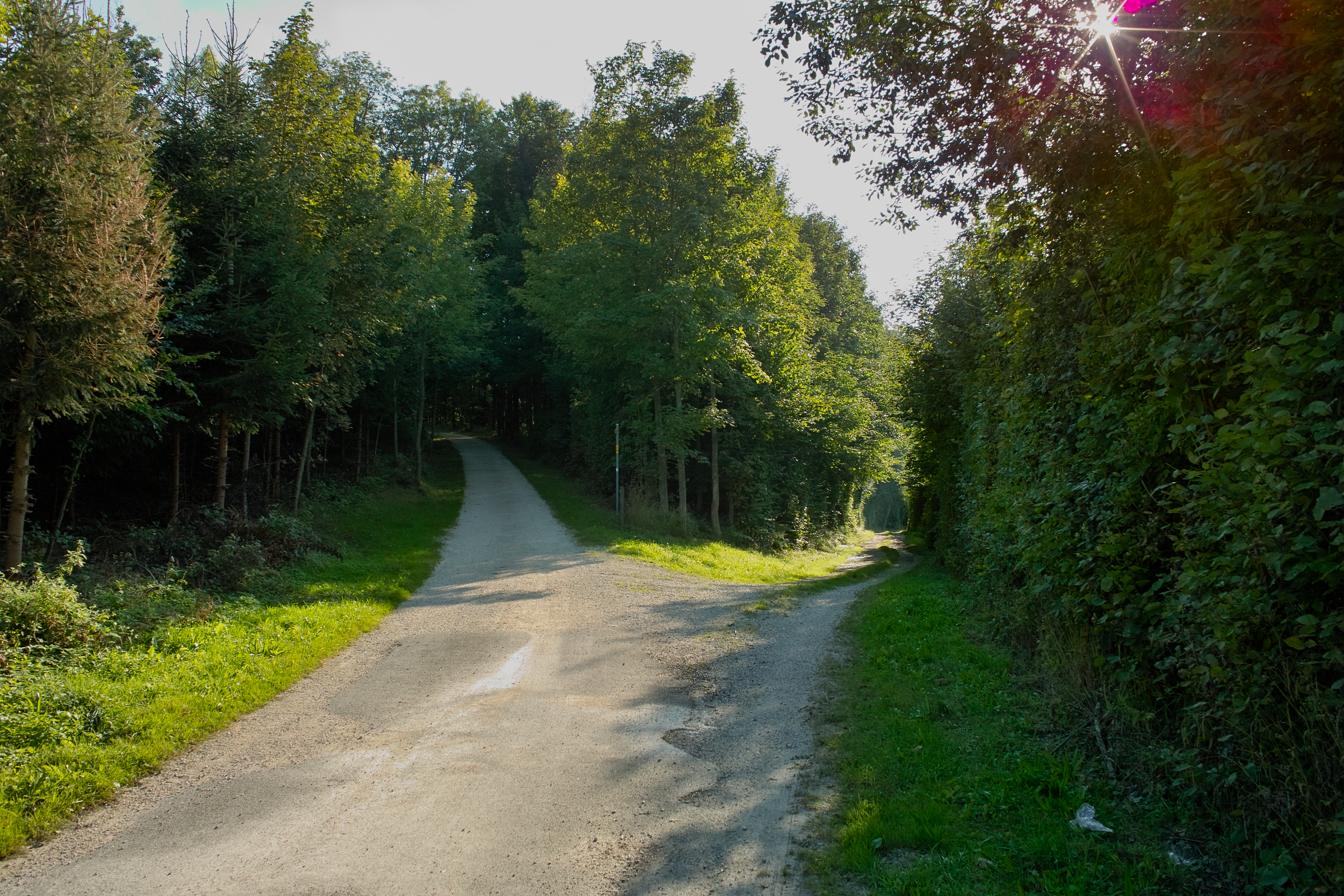

迪蒂貝格山（Dittiberg），是瑞士的山峰，位於該國北部索洛圖恩州，由楚赫維爾和德倫丁根負責管轄，海拔高度467米，山體在三疊紀時期形成。